# Inamullah Khan
Inamullah Khan  (geb. 1912 in Rangun, Burma, heutiges Myanmar; gest. 1997) war ein islamischer Gelehrter und Aktivist. Er war Mitbegründer des Islamischen Weltkongresses oder World Muslim Congress (arabisch مؤتمر العالم الإسلامي, DMG Muʾtamar al-ʿĀlam al-Islāmī; Abk. MAI), einer islamischen Organisation mit Sitz in Karatschi. Für mehr als vier Jahrzehnte war er dessen Generalsekretär. Er leitete auch die Herausgabe von dessen World Muslim Gazetteer.
Inamullah Khan wurde in Rangun geboren, seine Familie stammte aus Zamania in Indien. 1948 migrierte er nach Pakistan.
1988 erhielt er den Templeton-Preis.

## Publikationen (Auswahl)
- Khoury, Adel Theodor (Übers.): Der Koran. Unter Mitwirkung von Muhammad Salim Abdullah. Gütersloh: Gütersloher Verl.-Haus Mohn, 1987. Mit e. Geleitw. von Inamullah Khan. (= Gütersloher Taschenbücher Siebenstern; 783).